# Friendship (Tennessee)
Friendship es una ciudad ubicada en el condado de Crockett en el estado estadounidense de Tennessee. En el Censo de 2010 tenía una población de 668 habitantes y una densidad poblacional de 198,4 personas por km².

## Geografía
Friendship se encuentra ubicada en las coordenadas 35°54′27″N 89°14′27″O / 35.90750, -89.24083. Según la Oficina del Censo de los Estados Unidos, Friendship tiene una superficie total de 3.37 km², de la cual 3.37 km² corresponden a tierra firme y (0%) 0 km² es agua.

## Demografía
Según el censo de 2010, había 668 personas residiendo en Friendship. La densidad de población era de 198,4 hab./km². De los 668 habitantes, Friendship estaba compuesto por el 80.99% blancos, el 9.13% eran afroamericanos, el 1.2% eran amerindios, el 0% eran asiáticos, el 0% eran isleños del Pacífico, el 7.19% eran de otras razas y el 1.5% pertenecían a dos o más razas. Del total de la población el 10.48% eran hispanos o latinos de cualquier raza.